# Visual C Sharp Express Edition
Visual C# Express Edition — це інтегрована середовище розробки програм мовою С#, є частиною Microsoft Visual Studio Express Edition.

## Короткий опис
Visual C Sharp Express Edition має схожим інтерфейсом з іншими продуктами компанії Microsoft, крім того, в ній існує можливість редагувати зовнішній вигляд Windows-додатків у вбудованому редакторі.